# Catarrhini
Micro-ordre
Familles de rang inférieur
- super-famille Cercopithecoidea:
  - Cercopithecidae
- super-famille Hominoidea
  - Hominidae
  - Hylobatidae

Les Catarhiniens ou Catarrhiniens (Catarrhini), du grec cata, vers le bas, et rhinos, nez, sont un clade de primates simiiformes regroupant les espèces traditionnellement désignées comme étant les « singes de l'Ancien Monde » (y compris l'espèce humaine). Les représentants non humains des Catarhiniens peuplent essentiellement l'Afrique et l'Asie, par opposition aux Platyrhiniens, ou « singes du Nouveau Monde », que l'on trouve en Amérique du Sud et en Amérique centrale.

## Caractéristiques
Les Catarhiniens sont caractérisés par une face courte et verticale, des narines rapprochées car séparées par une fine cloison, ouvertes vers le bas (d'où l'étymologie du nom). Les Platyrhiniens au contraire possèdent des narines orientées latéralement et largement séparées. Ils ont un organe de Jacobson non fonctionnel. Leur os frontal et sphénoïde sont en contact, contrairement à leur os pariétal et zygomatique, ce dernier caractère étant plésiomorphe. Leur région auditive est caractérisée par le tube osseux de l'oreille, l'ectotympanique (en) qui s'étend latéralement. Leurs ongles de main et de pied sont plats. Beaucoup de Catarhiniens ont un mode de vie diurne qui préfigure celui de l'homme (actifs le jour, ils dorment la nuit). Les Catarhiniens encore vivants incluent des espèces plus folivores et plus terrestres qu'arboricoles.
Les plus anciens fossiles connus de Catarhiniens sont Eosimias  (-46 millions d'années), Afrasia djijidae (en)(-37 millions d'années), Catopithecus (en)(-36 millions d'années), Propliopithecus et Aegyptopithecus (-34 millions d'années), Saadanius (-28 millions d'années).
Leur mâchoire est caractérisée par l'implantation verticale des incisives, de leur couronne en forme de spatule, de l’importante élévation de la branche horizontale de la mandibule. Leur denture présente une prémolaire en moins (32 dents au lieu de 36 chez les Platyrhiniens) tandis que leurs prémolaires restantes présentent deux racines, caractère plésiomorphe. Cette perte de la prémolaire est déjà acquise chez Catopithecus il y a 36 Ma, ce qui indique que les Catarhiniens et les Platyrhiniens ont divergé avant cette période.
Acquise il y a 40 Ma alors qu'ils ont une face prognathe, cette denture explique que les hommes actuels ont des problèmes avec leurs dents : la formule dentaire est restée identique alors que la taille de la mâchoire a rétréci au cours de l'évolution dans la lignée menant à l'homme, si bien que le manque de place pour la troisième molaire est à l'origine d'une plus grande fréquence d'extractions des dents de sagesse et d'agénésie dentaire.
Les Catarhiniens ont une vision trichromatique, ils possèdent trois sortes de cônes : M, L et S pour le vert, le rouge et le bleu. La duplication en M et L ne s'est pas déroulée chez les Platyrhiniens et leur vision est en général dichromatique. Ces gènes proviennent d'un gène ancestral codant une opsonine.

## Classification

### Familles actuelles
Liste des familles actuelles, calqué sur ITIS:
- super-famille Cercopithecoidea Gray, 1821 :
  - Cercopithecidae Gray, 1821
- super-famille Hominoidea Gray, 1825 : (les Grands singes)
  - Hominidae Gray, 1825 –  les Hominidés, avec l'Homme
  - Hylobatidae Gray, 1871 – les Gibbons

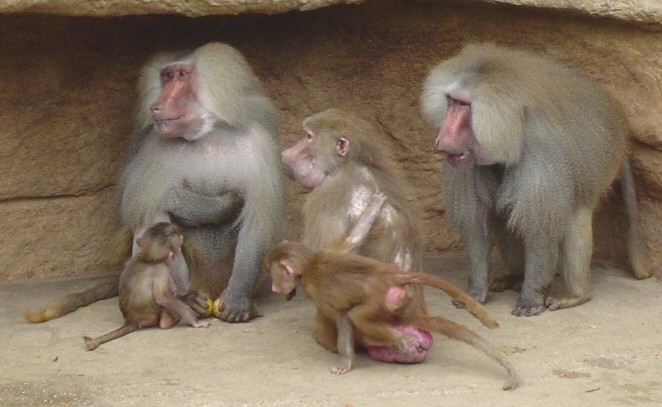
Cercopithecidae : Babouin hamadryas
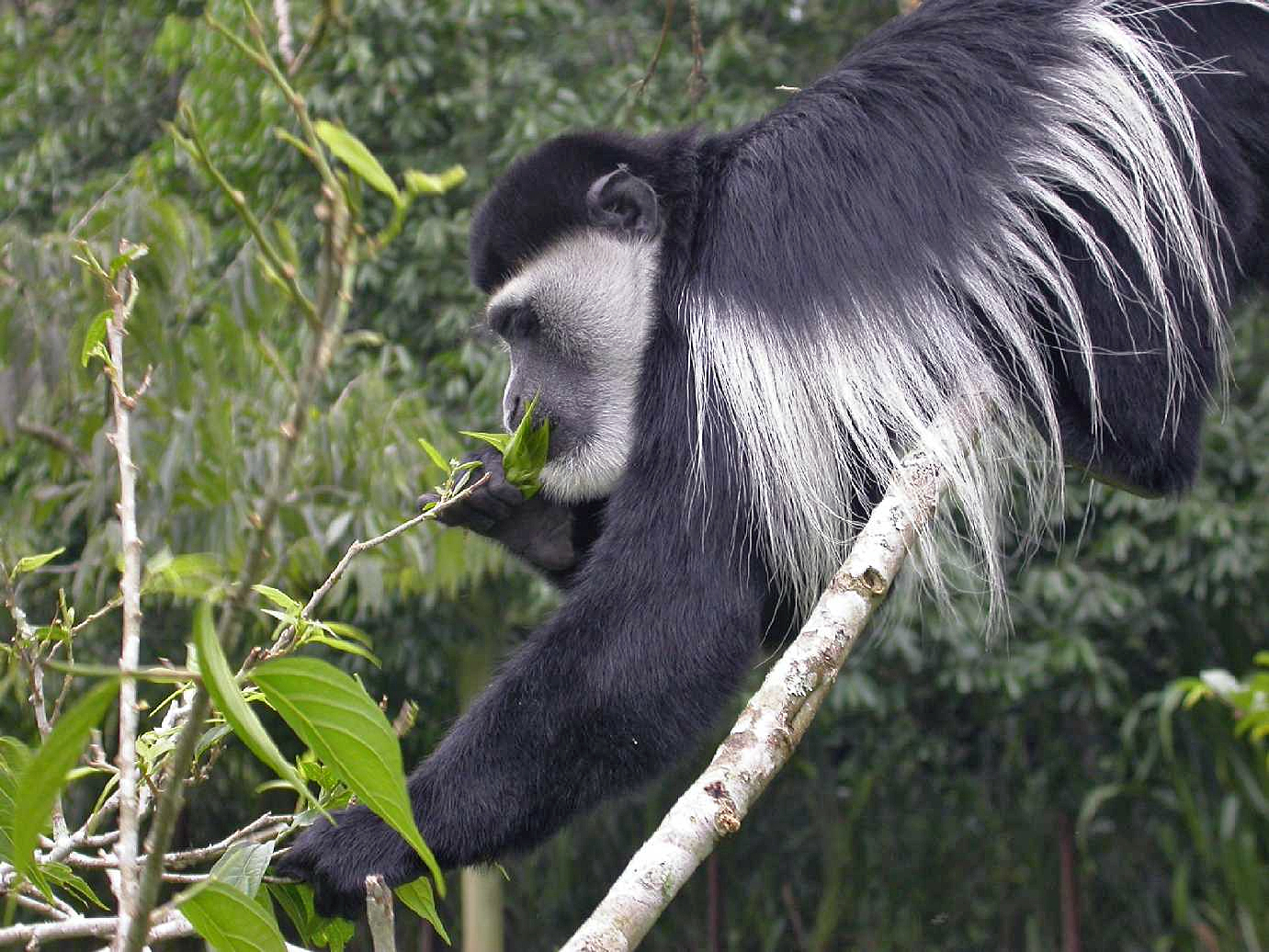
Cercopithecidae : Colobe
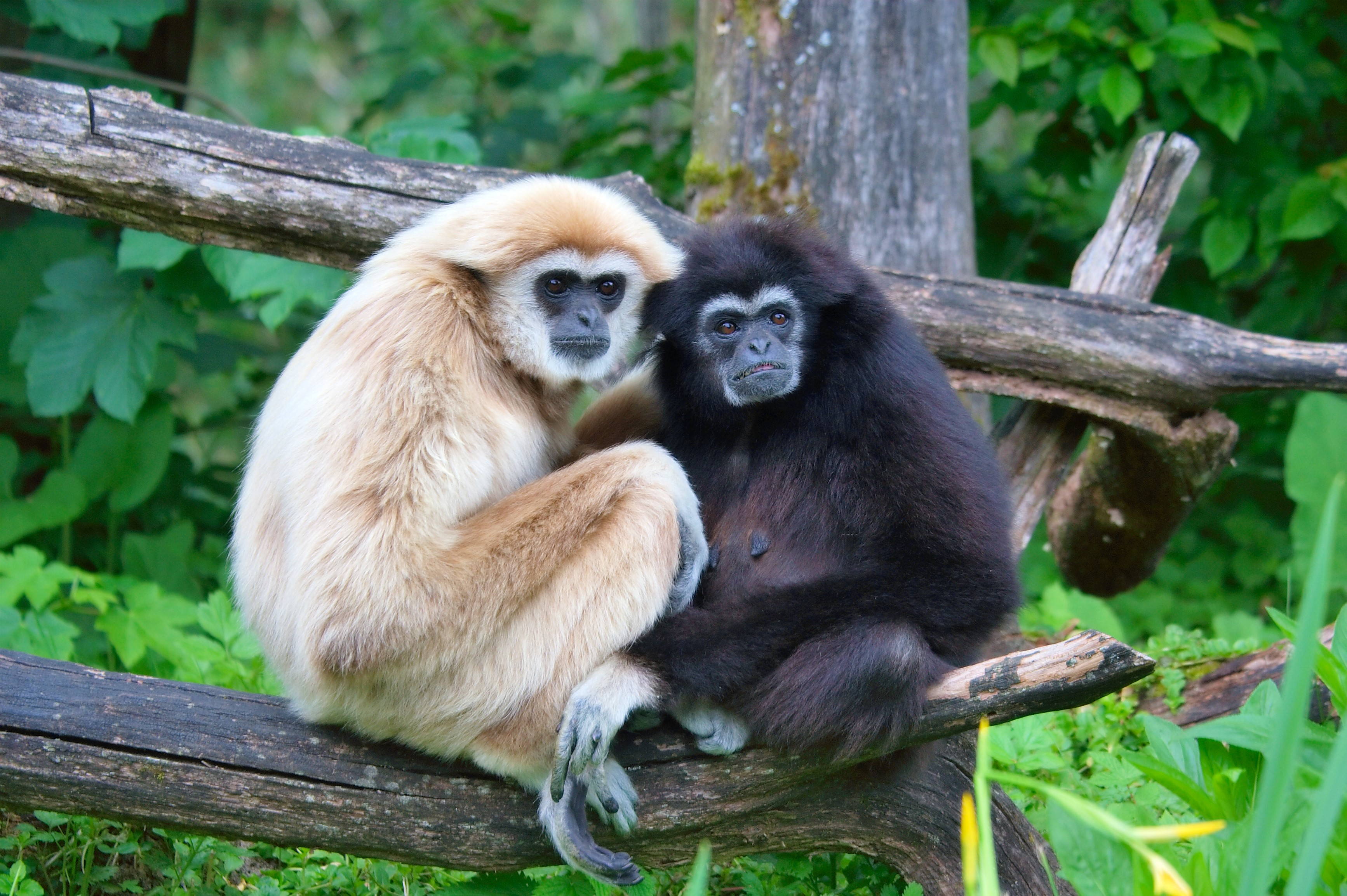
Hylobatidae : Hylobates lar
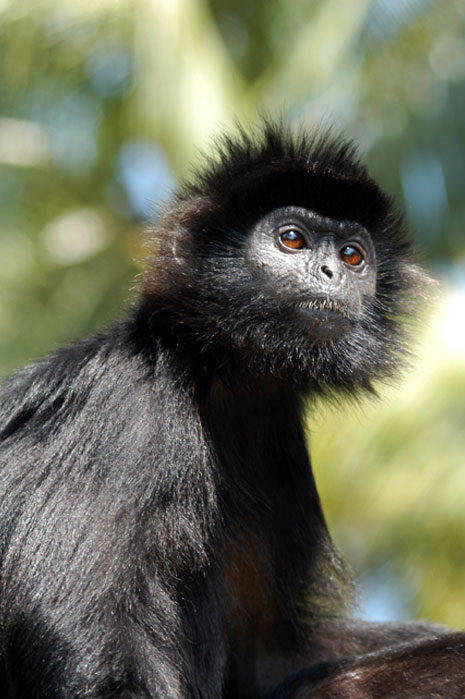
Hylobatidae : Symphalangus syndactylus
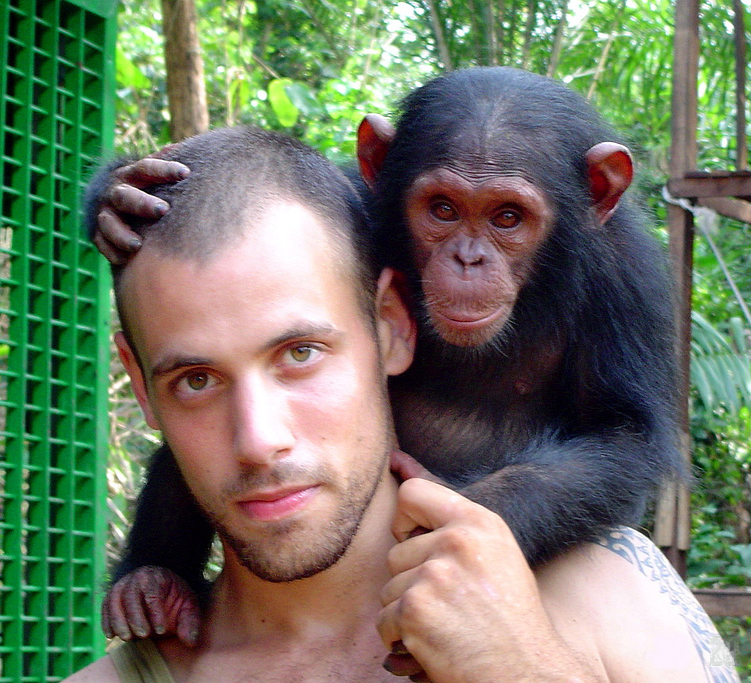
Hominidae : Homo sapiens et Pan troglodytes
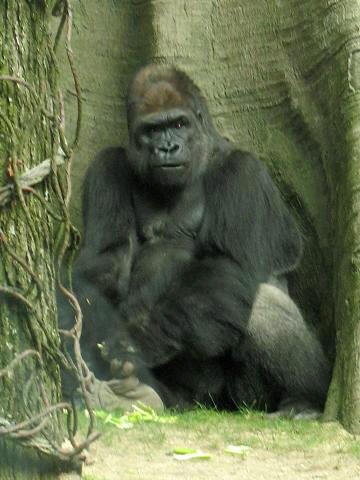
Hominidae : Gorilla gorilla, le Gorille de l’ouest
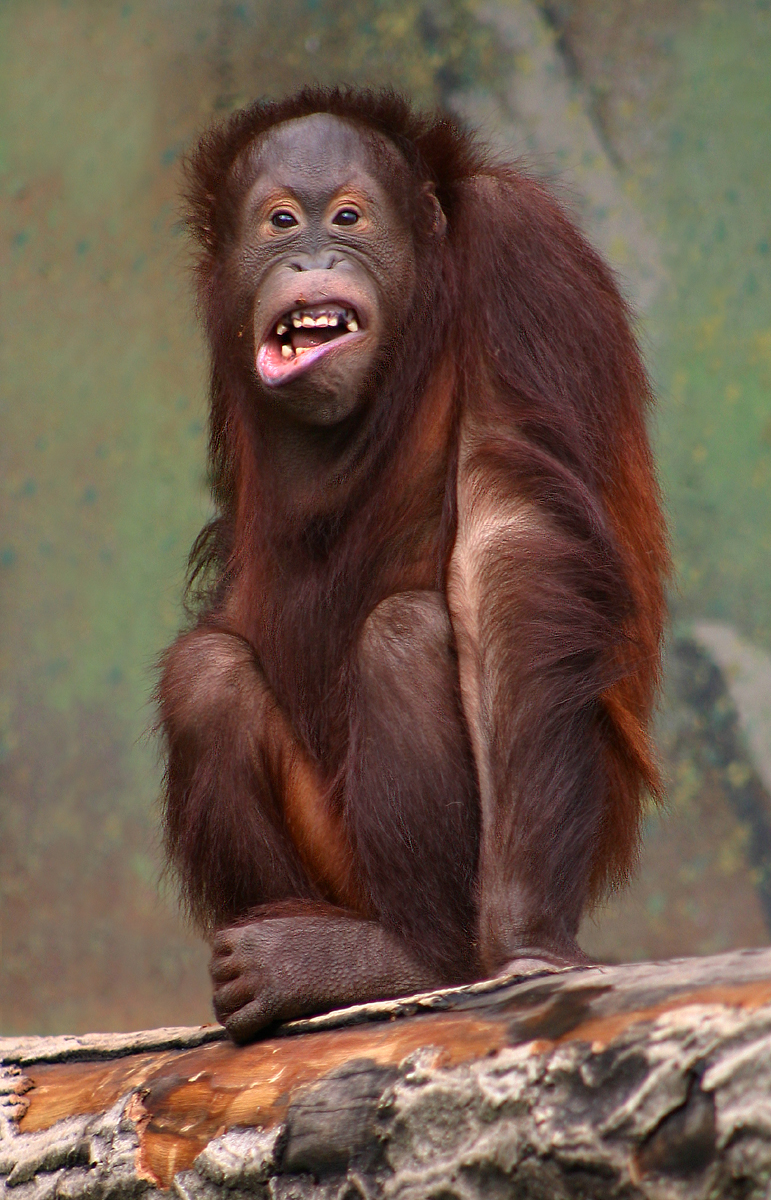
Hominidae : Pongo pygmaeus, l’Orang-outan

## Phylogénie
Pour l'histoire évolutive des Catarhiniens au sein des singes, voir le chapitre dédié sur la page des Simiformes.

Phylogénie des familles de singes, d'après Perelman et al. (2011) et Springer et al. (2012) :
| Cercopithecoidea | Cercopithecidae (Babouin, Macaque, Colobe…)                                                                   |
|                  | Cercopithecidae (Babouin, Macaque, Colobe…)                                                                   |
| Hominoidea       | \| \| Hylobatidae (Gibbon) \| \| \| \| \| \| Hominidae (Orang-outan, Gorille, Chimpanzé et Homme) \| \| \| \| |
|                  | \| \| Hylobatidae (Gibbon) \| \| \| \| \| \| Hominidae (Orang-outan, Gorille, Chimpanzé et Homme) \| \| \| \| |
|                  | Hylobatidae (Gibbon)                                                                                          |
|                  | |
|                  | Hominidae (Orang-outan, Gorille, Chimpanzé et Homme)                                                          |
|                  | |

|  | Hylobatidae (Gibbon)                                 |
|  |                                                      |
|  | Hominidae (Orang-outan, Gorille, Chimpanzé et Homme) |
|  |                                                      |

|  | Cebidae (Sapajou, Singes-écureuil, Ouistiti, Tamarin…)                                                  |
|  | |
|  | \| \| Pitheciidae (Saki, Ouakari, Titi…) \| \| \| \| \| \| Atelidae (Atèle, Singe-hurleur…) \| \| \| \| |
|  | |
|  | Pitheciidae (Saki, Ouakari, Titi…)                                                                      |
|  | |
|  | Atelidae (Atèle, Singe-hurleur…)                                                                        |
|  | |

|  | Pitheciidae (Saki, Ouakari, Titi…) |
|  |                                    |
|  | Atelidae (Atèle, Singe-hurleur…)   |
|  |                                    |

| Cercopithecoidea | Cercopithecidae (Babouin, Macaque, Colobe…)                                                                   |
|                  | Cercopithecidae (Babouin, Macaque, Colobe…)                                                                   |
| Hominoidea       | \| \| Hylobatidae (Gibbon) \| \| \| \| \| \| Hominidae (Orang-outan, Gorille, Chimpanzé et Homme) \| \| \| \| |
|                  | \| \| Hylobatidae (Gibbon) \| \| \| \| \| \| Hominidae (Orang-outan, Gorille, Chimpanzé et Homme) \| \| \| \| |
|                  | Hylobatidae (Gibbon)                                                                                          |
|                  | |
|                  | Hominidae (Orang-outan, Gorille, Chimpanzé et Homme)                                                          |
|                  | |

|  | Hylobatidae (Gibbon)                                 |
|  |                                                      |
|  | Hominidae (Orang-outan, Gorille, Chimpanzé et Homme) |
|  |                                                      |

|  | Cebidae (Sapajou, Singes-écureuil, Ouistiti, Tamarin…)                                                  |
|  | |
|  | \| \| Pitheciidae (Saki, Ouakari, Titi…) \| \| \| \| \| \| Atelidae (Atèle, Singe-hurleur…) \| \| \| \| |
|  | |
|  | Pitheciidae (Saki, Ouakari, Titi…)                                                                      |
|  | |
|  | Atelidae (Atèle, Singe-hurleur…)                                                                        |
|  | |

|  | Pitheciidae (Saki, Ouakari, Titi…) |
|  |                                    |
|  | Atelidae (Atèle, Singe-hurleur…)   |
|  |                                    |

## Taxons fossiles
Le groupe des Catarhiniens présente les trois formes fossiles suivantes :
1. Oligopithèque :
- Vers 34 millions d’années.
- Quadrupède catarhinien, analogue aux Cynomorphes actuels, comme les babouins.
- 32 dents à 4 cuspides (saillants d’abrasion sur les molaires).
- Se nourrit de feuilles et d’insectes.

2. Pro-Pliopithèque :
- Anthropomorphe orienté vers les gibbons ou les Ponginés.

3. Aegyptopithèque :
- Vers 34 millions d’années.
- Frugivore arboricole.
- 27 cm3 de capacité crânienne.
- Développement d'une crête sagittale, allongement frontal, prognathisme facial et aire visuelle plus large. (Ces caractéristiques permettent de le classer parmi les Anthropomorphes).